# 弥特若梵

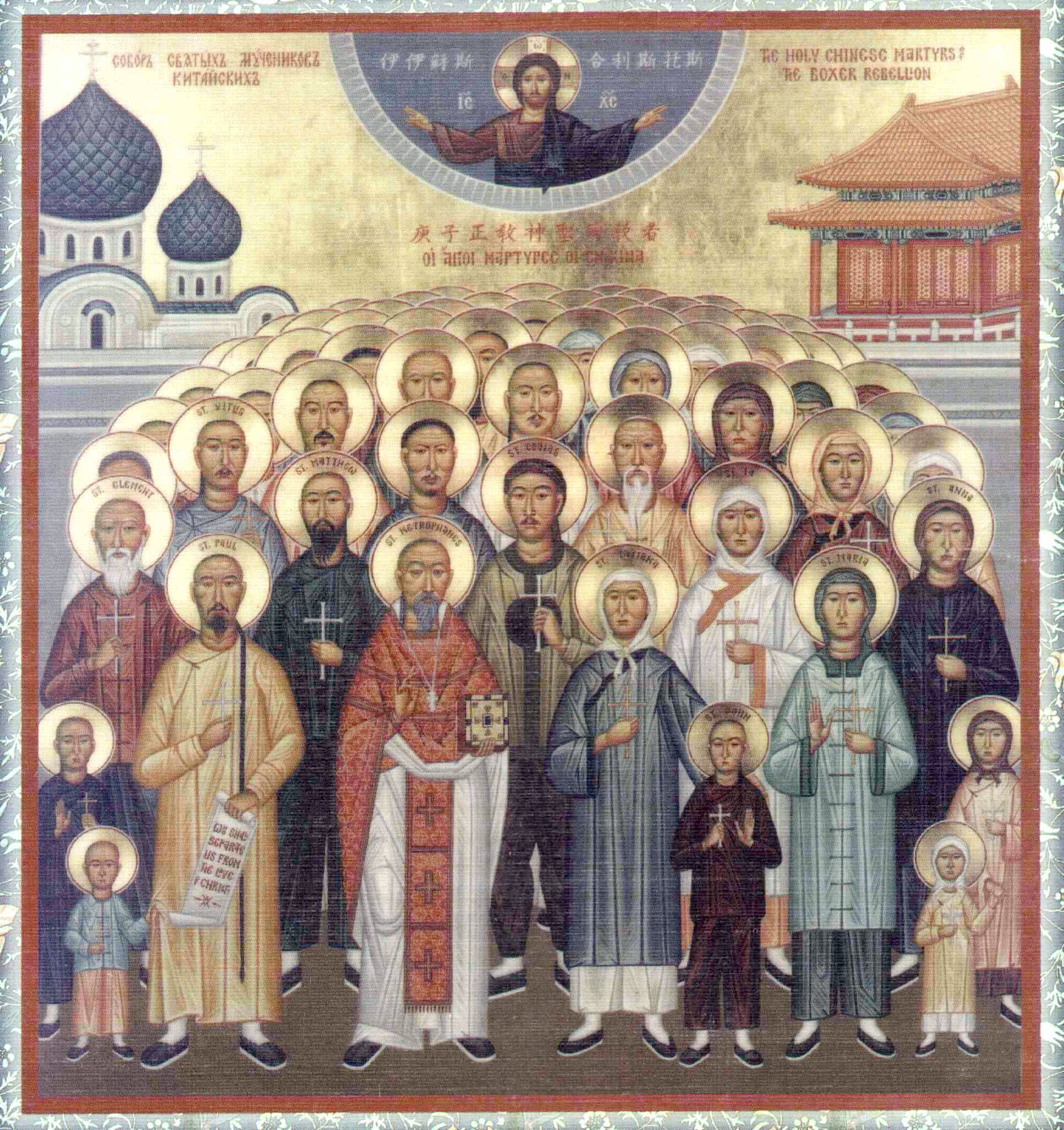
包括圣弥特若梵在内的正教会中华殉道圣人

圣弥特若梵（St. Mitrophan，又作圣弥托罗梵，中文名为常杨吉，1855年12月10日—1900年6月10日）是正教会的首位中国祭司。

## 生平
弥特若梵不到20岁时就成为了传教士，25岁由日本主教尼古拉施洗。后来俄罗斯东正教来华传教士团团长帕拉季亚（Palladius）在北京期间就意图培养他，安排其做为副手。当弗拉维安（Flavian）继帕拉季亚出任团长时，弥特若梵被任命为其助理，负责翻译、修订东正教礼仪书籍。1900年义和团运动爆发，6月1日传教团住址遭义和团纵火，许多基督徒来到弥特若梵家中避难。6月10日，一些义和团拳民与官员将其住所包围，最终他在自己家中被拳民刺死。
2000年8月，莫斯科宗主教为弥特若梵等222名义和团运动的殉道者祝圣。